# Engine Sentai Go-onger
Engine Sentai Go-Onger (炎神戦隊ゴーオンジャー Enjin Sentai Gōonjā?) (traducido como Escuadrón de los Engines Go-Onger) es la 32.ª temporada de la franquicia Super Sentai Series, producida por Toei Company y emitida en TV Asahi del 17 de febrero de 2008 al 8 de febrero de 2009, constando de 50 episodios. Fue la primera temporada de cuya banda sonora se encargó el supergrupo musical Project.R, que logró colocar la sintonía por primera vez en la historia de Super Sentai entre los sencillos más vendidos de la lista Oricon.

## Argumento
Machine World (マシンワールド Mashin Wārudo?) es uno de los once Braneworlds (ブレーンワールド Burēnwārudo?), o dimensiones paralelas, junto con la nuestra, el Human World (ヒューマンワールド Hyūman Wārudo?); y es el hogar de unas criaturas con formas de vehículos llamadas Engines. Los Engine mantienen una guerra contra los Gaiark, que desean contaminar su mundo. Al perder, los tres Ministros de la Polución de Gaiark escapan hasta la Tierra, viendo Human World como un lugar más fácil para crear su paraíso ideal de contaminación. Los Engines logran perseguirles hasta la Tierra, pero descubren que en nuestro mundo no pueden sobrevivir en sus formas actuales más de diez minutos, viéndose obligados a dividirse en versiones miniaturizadas inmóviles de sí mismos con sus almas separadas de sus cuerpos en unas tarjetas llamadas Engine Souls. Por eso, necesitan la ayuda de humanos que sean sus compañeros y que les ayuden a sacar todo su poder e incluso incrementarlo. Es así como escogen a una serie de jóvenes por su valentía, que se convertirán en los Go-onger. Ellos se enfrentarán a Gaiark y defenderán la Tierra, y a veces otras dimensiones, de sus intentos de contaminación masiva.

## Personajes

### Go-Onger
Los Go-Onger (ゴーオンジャー Gōonjā?) son un grupo de personas escogidos por los Engine para luchar contra los Gaiark. El equipo principal tiene como base el Ginjiro-go (ギンジロー号 Ginjirō-gō?), una autocaravana equipada con tecnología que les sirve también como hogar. Cada uno de ellos tiene un mote en inglés basado en su personalidad y enfatizado por su traje de civil. El lema del equipo es "¡Presionando por el camino de la justicia!".
- Sōsuke Esumi (江角 走輔 Esumi Sōsuke?)/Go-on Red (ゴーオンレッド Gōon Reddo?): De mote "Speed King", el "Rey de la velocidad", era antes un piloto de Fórmula 1. De carácter siempre animado, sus compañeros de equipo le llamaban "Miracle Esumi" por su creencia en los milagros. Inflexible hasta el punto de la terquedad y siempre lleno de confianza, se enfrenta a todos los obstáculos sin dudar. Suele aparecer lanzando una moneda al aire para consultar su buena suerte, y es muy protector de sus compañeros.[3]
- Ren Kōsaka (香坂 連 Kōsaka Ren?)/Go-On Blue (ゴーオンブルー Gōon Burū?): De mote "Cyclopedia", "Enciclopedia", por su atención a los pequeños detalles, es un antiguo conductor de autobús que tiende a ser bastante parlanchín. Por su personalidad cariñosa y habilidad en la cocina, los demás Go-onger, e incluso su propio compañero Engine, le llaman "mamá" (オカン okan?), algo que a él no le ofende e incluso lo lleva con orgullo. Es hijo de una familia con un hotel junto a la playa. Siempre lleva un pequeño cuaderno de notas, que es la fuente de sus inmensos conocimientos. En él anota datos y dibuja objetos sobre los enemigos a los que se enfrentan, incluso en medio de una batalla. No sólo es la "madre" del equipo, también es el mecánico jefe, autor de las modificaciones a los Engine para que pudieran realizar las formaciones G6 y G9, creó la KyūKyū Soul y el Kankanbar, y ayudó a los Go-on Wings a ajustar el Go-Roader GT.[4]
- Saki Rōyama (楼山 早輝 Rōyama Saki?)/Go-On Yellow (ゴーオンイエロー Gōon Ierō?): De mote "Sweet Angel", "Dulce ángel", era vendedora de chucherías que trabajaba en las gradas del circuito Twin Ring Motegi. Alegre y entusiasta, siempre está sonriendo y se mantiene animada incluso en momentos de crisis, animando a los demás compañeros a que hagan lo mismo mediante su frase personal, "smile, smile", ("sonríe, sonríe"). Sueña con abrir algún día una pastelería, pero la cocina no se le da todavía demasiado bien.[5]
- Hant Jō (城 範人 Jō Hanto?)/Go-On Green (ゴーオングリーン Gōon Gurīn?): De mote "Vagabond", el "Vagabundo", es un freeter que trabajaba a tiempo parcial en la Pizzeria Doki Doki hasta que por culpa de Gunpei perdió el empleo. Se convirtió en Go-onger cuando ayudó a Gunpei a devolver los Engine Casts a los otros. Entusiasta, de buen corazón, pero inmaduro, siempre parece tener un trabajo parcial de alguna clase.[6]
- Gunpei Ishihara (石原 軍平 Ishihara Gunpei?)/Go-On Black (ゴーオンブラック Gōon Burakku?): De mote "Chaser", "Cazador", es un antiguo oficial de policía, con una excelente puntería y pasión por la justicia. Su nombre clave en la policía era "Handsome Detective", el "detective guapo", y fingió que era detective hasta que su antiguo compañero en la policía reveló que Gunpei jamás había sido detective. Tras ser testigo de las primeras batallas de los tres Go-onger iniciales contra los Gaiark, Gunpei dejó la policía, porque ellos habían considerado a Gaiark fuera de su jurisdicción, y Gunpei consideraba que la policía había perdido su sentido de la justicia. Al final logró descubrir las identidades de los Go-onger y exigió convertirse en uno de ellos, llegando hasta el punto de secuestrar a Bomper y robar los Engine Casts para conseguirlo. Al saber cómo y cuando fueron escogidos Sōsuke, Ren y Saki, decidió devolverles los Engine Casts y, junto a Hant, fue escogido por Bomper para ser Go-onger. Aunque intenta pasar como un tipo serio y frío, Gunpei es en realidad muy inseguro y, especialmente cuando está junto a Hant, puede ser bastante bufón.[7]

### Go-On Wings
Los Go-On Wings (ゴーオンウイングス Gōon Uingusu?) son una pareja formada por los hermanos Sutō, unos jóvenes de clase alta y adinerada, escogidos por los Engines del clan Wing por sus habilidades telepáticas, y llevados al Machine World para convertirse en una fuerza de combate de élite bajo el entrenamiento de Jum-bowhale antes incluso de que existiera el equipo Go-onger. Por su entrenamiento, los Go-On Wings consideran a los Go-Onger como muy inexpertos para proteger a la Tierra de Gaiark, y muy inferiores a ellos. Sin embargo, tras aprender de Jum-bowhale lo que realmente hacía a los Go-Onger como eran, los Go-On Wings se unieron a los Go-Onger como camaradas. Viven en su mansión, y van en ayuda de los Go-Onger cuando sienten que una presencia maligna se está moviendo. El lema de equipo es "¡Despega!"
- Hiroto Sutō (須塔 大翔 Sutō Hiroto?)/Go-On Gold (ゴーオンゴールド Gōon Gōrudo?): De mote "Philosopher", "filósofo", es el líder de los Go-On Wings, frío y distante, y con una gran habilidad en el combate. Se entrena continuamente en boxeo y kick-boxing y sus habilidades telepáticas le permiten sentir cuando el peligro se acerca. Su fachada fría esconde una pasión interior muy grande. En una ocasión dice que tanto él como su hermana y los Go-Onger, pondrá su vida en juego para proteger a aquellos que le importan. Esto le gana el mote de "papá" por parte de los Go-Onger, mote que no le gusta en absoluto a diferencia de Ren, al que le encanta ser la "mamá".[8]
- Miu Sutō (須塔 美羽 Sutō Miu?)/Go-On Silver (ゴーオンシルバー Gōon Shirubā?): De mote "Lovely Sensation", la "Sensación encantadora", es la hermana pequeña de Hiroto. Es una chica con una actitud un poco de princesa, y lucha siguiendo el estilo del aikido. Como Hiroto, tiene habilidades telepáticas, que le permiten ver cosas a través de las flores que cuida. Idoliza a su hermano y es muy dependiente de él. Siempre le llama "Ani" (apócope de "aniki", el término honorífico en japonés para "hermano mayor"). Tiene tendencia a intentar "mejorar" a aquellos que ve inferiores a sí misma, lo que Hiroto menciona como su "mal hábito". Aunque inicialmente le importaba muy poco Saki, acaba haciéndose muy buena amiga de ella. También se enamora un poco de Sōsuke, aunque al principio se muestra reacia a reconocerlo. Más tarde ayudará a Saki y Ren a recuperar su valor diciéndoles como ellos habían cambiado a su hermano y ella para mejor.[9]

### Aliados
- Bomper (ボンパー Bonpā?): es un robot radar que creó Jum-bowhale y que viene del Machine World. Sirve de apoyo de los Go-Onger, creando su arsenal y realizando labores de mantenimiento en los Engines. Su nombre es un acrónimo de "Born-to Outerdimension and Mechanic × Pitcrew-type ENGINE-support Robot." ("Robot de apoyo de Engines y mecánico de mecánicos nacido en otra dimensión"), demasiado largo para que ninguno lo recordara. Como habitante del Machine World, siempre acaba sus frases con "Bom-Bom!" (ボンボン！ Bonbon!?).

### Arsenal
La tecnología de los Go-Onger gira alrededor de las Engine Soul (炎神ソウル Enjin Sōru?), unos objetos en forma de pequeños cartuchos que guardan cada uno el alma de un Engine. Cuando no se usan, permanecen en el Engine Soul Holster (炎神ソウルホルスター Enjin Sōru Horusutā?).
- Go-Phone (ゴーフォン Gōfon?): Son los dispositivos de transformación de los Go-Onger, que funcionan insertando unos cartuchos similares a las Engine Souls, llamados Change Souls (チェンジソウル Chenji Sōru?) y usando el comando "Let's Go-On!", finalizando la transfomación con el comando "'Met On!" al ponerse los cascos. Al insertar una Engine Soul en el Go-Phone, los Go-Onger pueden comunicarse con sus compañeros Engine, que aparecen proyectados en forma de hologramas de dibujo animado.
- Mantan Gun (マンタンガン Mantan Gan?): Es el arma básica del equipo, que recuerda a un dispensador de gasolina, y que tiene dos modos, Gun Mode (ガンモード Gan Mōdo?), una pistola, y Rod Mode (ロッドモード Roddo Mōdo?), un bastón. Ren diseñó la Kyūyu Soul (キューユソウル Kyūyu Sōru?) para disparar a los Engine en batalla y devolverles la energía rápidamente.
- Highway Buster (ハイウェイバスター Haiwei Basutā?): Es la combinación de las armas de los tres primeros Go-Onger. Al colocar una Engine Soul como alma, se dispara el poder del respectivo Engine contra el enemigo.
  - Road Saber (ロードサーベル Rōdo Sāberu?): El arma personal de Go-On Red, un sable.
  - Garage Launcher (ガレージランチャー Garēji Ranchā?): El arma personal de Go-On Blue, una pistola con la forma de un garaje en miniatura.
  - Racing Bullet (レーシングバレット Rēshingu Baretto?): El arma personal de Go-On Yellow, un arma multiusos que funciona como maza o como boomerang arrojadizo con control remoto.
- Shift Changer (シフトチェンジャー Shifuto chenjā?): El dispositivo secundario de transformación de los Go-Onger, que se lleva en la muñeca.
- Junction Rifle (ジャンクションライフル Jankushon Raifuru?): La combinación de las armas de Go-On Green y Go-On Black, que funciona de forma similar al Highway Buster.
  - Bridge Axe (ブリッジアックス Burijji Akkusu?): El arma personal de Go-On Green, un hacha.
  - Cowl Laser (カウルレーザー Kauru Rēzā?): El arma personal de Go-On Black, una pistola láser.
- Super Highway Buster (スーパーハイウェイバスター Sūpā Haiwei Basutā?): La combinación del Highway Buster y el Junction Rifle.
- Handle Blaster (ハンドルブラスター Handoru Burasutā?): Un arma que se transforma en el mando de Engine-Oh G6, G9 y G12.
- Wing Trigger (ウイングトリガー Uingu Torigā?): Los dispositivos de transformación de Go-On Wings, portátil y dependientes de sus Change Souls. Sirven como joysticks de sus Engines.
- Rocket Dagger (ロケットダガー Suitchi Funshaken Roketto Dagā?): Las armas básicas de Go-On Gold y Go-On Silver, unas dagas que tienen seis modos de ataque: Burning Dagger (バーニングダガー Bāningu Dagā?)/Freezing Dagger (フリージングダガー Furījingu Dagā?) (para Go-On Gold y Go-On Silver respectivamente), Lightning Dagger (ライトニングダガー Raitoningu Dagā?), Shining Dagger (シャイニングダガー Shainingu Dagā?), Jumping Dagger (ジャンピングダガー Janpingu Dagā?), Shooting Dagger (シューティングダガー Shūtingu Dagā?) y Jet Dagger (ジェットダガー Jetto Dagā?).
- Wing Booster (ウイングブースター Uingu Būsutā?): Es la combinación del Wing Trigger y la Rocket Dagger, que permiten disparar sus Engine Souls.
- Kankanbar (カンカンバー Kankanbā?): La desarrolló Ren para usarla con el poder de los Engine legendarios, con la forma de la barrera de un paso a nivel. Como las Mantan Guns, tiene un modo pistola y otro de bastón. Puede contener dos Engine Souls.
- Kankan Mantan Gun (カンカンマンタンガン Kankan Mantan Gan?): Es la combinación de la Kankanbar y la Mantan Gun. Puede contener hasta tres Engine Souls a la vez. Su ataque definitivo es el Kankan Kong Express (カンカンカンエクスプレス Kan Kan Kan Ekusupuresu?).

### Mechas
Los mechas de los Go-Onger son los Engines (炎神 Enjin?), ciudadanos de Machine World que persiguen hasta Human World a los Gaiark, y eligen a los Go-Onger como sus compañeros para la batalla. Mientras están en Human World, los Engine no pueden sobrevivir en su forma completa, y así, extraen sus Engine Souls para que sus cuerpos adquieran formas miniaturizadas llamadas Engine Casts (炎神キャスト Enjin Kyasuto?), que se guardan en la Engine Attache (炎神アタッシュ Enjin Atasshu?) hasta que se les necesitan, reasumiendo su forma verdadera solo durante un máximo de 10 minutos. Pero para luchar, los Engines necesitan la ayuda de humanos para recuperar sus formas, y los corazones humanos permitirán a los Engines asumir formas aún más poderosas. Entre los Engines, aparte de la raza básica, hay dos razas, la Raza Gian (ジャイアン族 Jaian Zoku?), que son vehículos más grandes que los normales, pero también de tierra, y la rara Raza Wing (ウイング族 Uingu Zoku?), que son vehículos aéreos. Mientras están en las Engine Souls, se pueden comunicar a través de cualquier dispositivo de transformación para aconsejar a los Go-Onger o los Go-On Wings, apareciendo en forma de hologramas de dibujos animados, algo más detallados que en sus formas físicas.
- Engine-Oh (エンジンオー Enjin'ō?): Es el robot primario de los Go-Onger, fruto de la combinación de Speedor, Bus-on y BearRV, con el sobrenombre de "el Rey Gigante de los Engines" (巨大なる炎神の王 Kyodai naru Enjin no Ō?).[10]
  - Engine Speedor (炎神スピードル Enjin Supīdoru?): Es el compañero de Go-On Red, un híbrido entre cóndor y coche de carreras que siempre acaba sus frases con "Drrrr Drrrr!" (ドルドル！ Doru Doru!?). Puede asumir el modo "Accel Full Throttle", un modo de "semi-vuelo", aunque solo puede planear. Forma la cabeza y mitad superior de Engine-Oh.[11]
  - Engine Bus-on (炎神バスオン Enjin Basuon?): Es el compañero de Go-On Blue, un híbrido entre león y autobús, y el espíritu "Edokko" del grupo (positivo, franco y alegre). Forma las piernas y caderas de Engine-Oh, y siempre acaba sus frases con "Onon Ooonn!" (オンオン！ On'on!?).[12]
  - Engine BearRV (炎神ベアールＶ（ブイ） Enjin Beārubui?): Es el compañero de Go-On Yellow, un híbrido entre oso y 4x4, de carácter valiente, que habla con acento de Kansai, y que acaba sus frases con "Vvvvv Vvvv!" (ブイブイ！ Bui Bui!?). Forma el abdomen de Engine-Oh y el V-Shield.[13]
- GunBir-Oh (ガンバルオー Ganbaruō?): Es el robot secundario de los Go-Onger, fruto de la combinación de Birca, Gunpherd y Carrigator, con el sobrenombre de "Otro Rey de los Engines" (さらなる炎神の王 Sara naru Enjin no Ō?).[14]
  - Engine Birca (炎神バルカ Enjin Baruka?): Es el compañero de Go-On Green, un simpático híbrido entre orca y motocicleta al que le encanta usar palabras extranjeras, entremezclando con el japonés palabras en español, italiano, francés, inglés y chino mandarín. Termina sus frases con "Bar Barrrca!" (バルバルーカ！ Baru Barūka!?). Forma un brazo izquierdo en combinaciones, aportándole sus habilidades de sierra, y en G12 forma el pie derecho.[15]
  - Engine Gunpherd (炎神ガンパード Enjin Ganpādo?): Es el compañero de Go-On Black. De carácter solitario, es un híbrido entre pastor alemán y coche de policía, que siempre acaba sus frases con "Ganga Gaaaan!" (ガンガガーン！ Ganga Gān!?). Forma el brazo derecho en formaciones, aportándoles sus habilidades de francotirador, o en G12 forma el pie izquierdo.[16]
  - Engine Carrigator (炎神キャリゲーター Enjin Kyarigētā?): Es un híbrido entre cocodrilo y camión, con personalidad de samurái, y capaz de transportar a dos Engines en su espalda. Siempre acaba sus frases con "Geta Gaaaatoor!" (ゲタゲータ！ Geta Gēta!?). Como miembro del legendario Clan Gian, se puede combinar con cualquier Engine sin necesidad de un compañero humano. Aunque fue a la Tierra para luchar por su cuenta contra Gaiark, se une a Gunpei y Hant para comprender qué es un "compañero". Sus dos debilidades son que tarda mucho más en recargarse que cualquier otro Engine, y que es demasiado voraz. Forma el cuerpo y cabeza de GunBir-Oh y los pies de G6, G9 y G12, así como el casco de G6.[17]
- Seikū-Oh (セイクウオー Seikūō?): Es la combinación de Toripter, Jetras y Jum-bowhale, con el sobrenombre de "el rey aéreo del puño celeste" (空を制する天空の王 Sora o Seisuru Tenkū no Ō?).[18]
  - Engine Toripter (炎神トリプター Enjin Toriputā?): Es el compañero de Go-On Gold, un híbrido entre gallo y helicóptero, con una personalidad bromista, y maestro en combate aéreo que siempre acaba sus frases con "Batabata Bata!" (バタバタバタ！ Batabatabata!?, la onomatopeya del sonido de las hélices de un helicóptero girando). Es uno de los miembros del clan Wings que llegó a Human World antes que los otros Engines. Puede formar el brazo derecho en combinaciones, así como el hombro derecho de G9 y G12.[19]
  - Engine Jetras (炎神ジェットラス Enjin Jettorasu?): Es el compañero de Go-On Silver, un híbrido entre tigre y avión jet de combate, con una personalidad tranquila que acaba sus frases con "Geeeeeeeeeeen!" (ギーン！ Gīn!?, la onomatopeya de un jet volando a velocidad supersónica, y al mismo tiempo un juego de palabras con la palabra japonesa para "plata"). Es otro de los miembros del clan Wings que llegó a Human World antes que los otros Engines. Siente un gran respeto hacia Jumb-bowhale. Puede formar un brazo izquierdo en formaciones, así como el hombro izquierdo de G9 y G12, y el casco de G9 y parte del mismo en G12.[20]
  - Engine Jum-bowhale (炎神ジャン・ボエール Enjin Janboēru?): Es un híbrido entre ballena y un Boeing 747, con acento francés, y que acaba sus frases con "Bowhaaaaaale!" (ボエール！ Boēru!?). Es el instructor de los Go-On Wings, y un veterano luchador que lidera a los Engines Wings. Forma el cuerpo de Seikū-Oh y la espalda de G9 y G12. Además, fue él quien fabricó a Bomper.[21]
- Kyoretsu-Oh (キョウレツオー Kyōretsuō?): Es la combinación de los tres Engines Antiguos, con el sobrenombre de "el poderoso rey de los trenes" (強大な列車の王 Kyōdai na Ressha no Ō?). Lo pilota Go-On Red, quien aparentemente puede entenderles.[22]
  - Engine Kishamoth (炎神キシャモス Enjin Kishamosu?): Es un híbrido entre mamut y locomotora, uno de los Engines Antiguos (古代炎神 Kodai Enjin?), que lucharon hace 65 millones de años antes de entrar en un sueño profundo. Como él y los otros Engines Antiguos llegaron a Human World en la época de los dinosaurios, cuando la dimensión se llamaba Dino World (ダイナワールド Daina Wārudo?), no pueden hablar lenguajes humanos, como los Engines modernos. Sin embargo, Kishamoth tiene una naturaleza pacífica a pesar de que siempre está intentando no sonar tosco, y confía fácilmente tanto en los humanos como en los Engines modernos, aunque al principio le cuesta un poco. Puede dividir su cuerpo en piezas que forman la cabeza, torso y brazos de Kyoretsu-Oh, y también forma pare de los pies de G12 y parte de su casco.[23]
  - Engine T-line (炎神ティライン Enjin Tirain?): Es un híbrido entre tiranosaurio y Shinkansen, uno de los Engines Antiguos, que siente un intenso odio hacia los clanes de máquinas salvajes. Es el más primitivo de los tres. Además de formar el vagón intermedio de la formación tren, forma el brazo derecho de Kyoretsu-Oh y el brazo izquierdo de G12.[24]
  - Engine K-line (炎神ケライン Enjin Kerain?): Es un híbrido entre Triceratops y Shinkasen, y el tercero de los Engines Antiguos, cuyo talento está en la carga, rompiendo cualquier cosa con sus tres cuernos. Además de formar el vagón trasero de la formación tren, también forma la pierna izquierda de Kyoretsu-Oh y el brazo izquierdo de G12.[25]
- Engine-Oh G6 (エンジンオーG６ Enjin'ō Jī Shikkusu?): Es la combinación de Engine-Oh y GunBir-Oh, posible gracias a los conocimientos de Bomper y las modificaciones de Ren sobre los seis Engines. La G de G-6 (y de otras combinaciones numeradas similares) viene de "Go-Onger".[26]
- Engine-Oh G9 (エンジンオーG９ Enjin'ō Jī Nain?): Es la combinación de Engine-Oh, GunBir-Oh y Seikū-Oh, con el sobrenombre de "el rey que gobierna la tierra y el aire" (空と大地に君臨する王 Sora to Daichi ni Kunrin suru Ō?).[27]
- Engine-Oh G12 (エンジンオーG12 Enjin'ō Jī Tuerubu?): Es la combinación de los 12 Engines, la de mayor tamaño, y con el sobrenombre de "el rey definitivo que triunfa sobre el mal" (全ての悪を制する究極の王 Subete no Aku o Seisuru Kyūkyoku no Ō?). Por su peso masivo, la formación solo puede resistir unos minutos.[28]
- Go-Roader GT (ゴローダーGＴ Gorōdā Jī Tī?): Es un robot con forma de rueda, con el sobrenombre de "la rueda corredora de la justicia" (爆走する正義の車輪 Bakusō suru Seigi no Sharin?). Lo crearon Hiroto y Jum-bowhale, pero estaba sin terminar cuando lo usaron por primera vez en emergencia, ya que la Power Soul estaba rota, lo que hizo que el Go-Roader se descontrolara y empezar a causar la destrucción. Sin embargo, gracias a Ren y a la Tokon Soul (トーコンソウル Tōkon Sōru?) que fabricó, fue posible controlarle de forma efectiva. Puede asumir una forma humanoide, así como tamaño gigante (aunque de talla inferior a las otras combinaciones Engine) y si se introduce una Engine Soul en él, adquiere la mente del Engine correspondiente, quien puede controlar el Go-Roader como si fuera su propio cuerpo, aunque la experiencia le deja completamente descargado de energía al cabo de pocos minutos.[29]

### Clan de las Máquinas Bárbaras Gaiark
El Clan de las Máquinas Bárbaras Gaiark (蛮機族ガイアーク Bankizoku Gaiāku?) son los enemigos. Se trata de hombres máquina de Machine World cuyo número se redujo durante su guerra con los Engines. Se han establecido en el Palacio Hellgailles (ヘルガイユ宮殿 Herugaiyu Kyūden?), situado en una isla desierta en medio del mar. Dando energía a todo el lugar está el Deus Haguru Magear (デウス・ハグル・マギア Deusu Haguru Magia?), un gran engranaje en su cámara de comando que es una fuerte de energía inagotable que trajeron de Machine World.
- Ministra de la Contaminación del Agua Kegalesia (害水大臣ケガレシア Gaisui Daijin Kegareshia?): es una general que lidera a las bestias basadas en el mar. Tiene una piel artificial que parece humana y que se regenera instantáneamente, y dispara vapor por las extensiones de su espalda si se pone de mal humor, siendo necesario que alguien le cierre el grifo de su cabeza para detener el escape. Termina siempre sus frases diciendo "Ojaru", es una bebedora compulsiva, y odia que la llamen "señora mayor", a veces creciendo a tamaño gigante cuando la furia se hace demasiado insoportable.[30]
- Ministro de la Contaminación del Aire Kitaneidas (害気大臣キタネイダス Gaiki Daijin Kitaneidasu?): Lidera a las bestias basadas en el aire. Es el mejor jugador de cartas de entre los tres ministros, y siempre acaba sus frases con "Zoyo".[31]
- Ministro de la Contaminación de la Tierra Yogostein (害地大臣ヨゴシュタイン Gaichi Daijin Yogoshutain?): Su nombre completo es Baron Yogorex de Stein (バロン・ヨゴレックス・ド・シュタイン Baron Yogorekkusu do Shutain?), y es un general con armadura de oro líder de las bestias de tierra. Siempre termina sus frases diciendo "Nari", y aunque es un tipo serio, sintió una gran alegría al ver a su subordinado Hiramechimedes regresar para ayudarle con los Go-Onger.
- Viceministro de la Contaminación de la Tierra Hiramechimedes (害地副大臣ヒラメキメデス Gaichi Fukudaijin Hiramekimedesu?): Es el lugarteniente de Yogostein, y el mayor genio táctico de Gaiark, una amenaza mucho más seria que los Ministros de la Contaminación. Cuando tiene una idea, las tres bombillas de su cabeza se encienden mientras él dice "Pok-Pok-Ping!" (ポク・ポク・ピーン! Poku-Poku-Pīn!?), y los medidores de su pecho indican la brillantez del plan.
- Soldados de las Máquinas Bárbaras Ugatz (蛮機兵ウガッツ Bankihei Ugattsu?): Son los soldados de campo de Gaiark, unos androides construidos para apoyar a las bestias máquinas y pilotar los Bandōma, que después fueron actualizados y mejorados por Hiramechimedes.
- Bandōma (蛮ドーマ Bandōma?): Unas naves de combate con forma de insectos que inventó Hiramechimedes y que pueden asumir formas andantes a modo de ranas. Aunque normalmente las pilotan los Ugatz, los Ministros de la Contaminación también tienen los suyos antes de escapar a la Tierra.

## Episodios
Los episodios en esta temporada se denominan "GP" (abreviatura de Grand Prix)
1. Los aliados de la justicia (正義ノミカタ Seigi no Mikata?)
2. Tipos osados (無茶ナヤツラ Mucha na Yatsura?)
3. Investigación básica (捜査ノキホン Sōsa no Kihon?)
4. Problema de Engine (炎神トラブル Enjin Toraburu?)
5. ¿¡Una madre a veces!? (時々オカン！？ Tokidoki Okan!??)
6. El corazón de la doncella (乙女ノココロ Otome no Kokoro?)
7. Compañero amigo (相棒アミーゴ Aibō Amīgo?)
8. El mayor milagro (最高ノキセキ Saikō no Kiseki?)
9. El mañana está aquí (明日ガアルサ Ashita ga Arusa?)
10. Empezando bien (発車オーライ Hassha Ōrai?)
11. Ondas Jack (電波ジャック Denpa Jakku?)
12. ¿¡Sōsuke Banki!? (走輔バンキ！？ Sōsuke Banki!??)
13. El depósito lleno de caballerosidad (侠気マンタン Otokogi Mantan?)
14. Doki Doki todos los días (毎日ドキドキ Mainichi Doki Doki?)
15. Engine bloqueado (炎神ストール Enjin Sutōru?)
16. La recuperación del honor (名誉バンカイ Meiyo Bankai?)
17. Las alas de la justicia (正義ノツバサ Seigi no Tsubasa?)
18. Héroe plebeyo (庶民ヒーロー Shomin Hīrō?)
19. Las verdaderas intenciones de Gunpei (軍平ノホンネ Gunpei no Honne?)
20. ¿¡Pelea entre hermanos!? (兄妹バトル！？ Kyōdai Batoru!??)
21. Chicos infantiles (幼稚ナヤツラ Yōchi na Yatsura?)
22. Petición final (最後ノノゾミ Saigo no Nozomi?)
23. Destello osado (暴走ヒラメキ Bōsō Hirameki?)
24. La primera sonrisa (最初ノエガオ Saisho no Egao?)
25. Adiós, madre (母上（オカン）サヨナラ Okan Sayonara?)
26. Idilio amoroso (恋愛カンケイ Ren'ai Kankei?)
27. ¿¡La nieta Hant!? (孫娘ハント！？ Magomusume Hanto!??)
28. Compañero Gunpei (相棒グンペイ Aibō Gunpei?)
29. Detente, Hiroto (大翔ヲトメロ Hiroto o Tomero?)
30. El puñetazo de la amistad (友情ノパンチ Yūjō no Panchi?)
31. El debut de unas estrellas (歌姫（アイドル）デビュー Aidoru Debyū?)
32. En busca de un tesoro (秘宝ヲサガセ Hihō o Sagase?)
33. Los Engines primitivos (原始エンジン Genshi Enjin?)
34. La mujer diabólica (悪魔ナオンナ Akuma na Onna?)
35. Los lazos de los Engines (炎神ノキズナ Enjin no Kizuna?)
36. Sōsuke… en la Eternidad (走輔…トワニ Sōsuke… Towa ni?)
37. ¿¡Engine Banki!? (炎神バンキ！？ Enjin Banki!??)
38. La seriedad de la doncella (乙女ノホンキ Otome no Honki?)
39. El niño nostálgico (郷愁ノコドモ Kyōshū no Kodomo?)
40. La resurrección Shōgun (将軍フッカツ Shōgun Fukkatsu?)
41. Cuidado de niños avanzado (育児ノススメ Ikuji no Susume?)
42. El secreto del campus (学園ノヒミツ Gakuen no Himitsu?)
43. La gran limpieza de fin de año (年末オソウジ Nenmatsu Osōji?)
44. Proteged la Nochebuena (聖夜ヲマモレ Seiya o Mamore?)
45. ¿¡Los planes de Hatsuyume!? (初夢キカク！？ Hatsuyume Kikaku!??)
46. Bomper a la fuga (家出ボンパー Iede Bonpā?)
47. Reorganización del ministerio (内閣カイゾウ Naikaku Kaizō?)
48. La disolución de justicia (正義カイサン Seigi Kaisan?)
49. La batalla final (最終ケッセン Saishū Kessen?)
50. La carretera de la justicia (正義ノロード Seigi no Rōdo?)

### Películas
- Engine Sentai Go-onger: Boom Boom! Bang Bang! GekijōBang!! (炎神戦隊ゴーオンジャー　ＢＵＮＢＵＮ！ＢＡＮＢＡＮ！劇場ＢＡＮＧ！！ Enjin Sentai Gōonjā Bunbun! Banban! Gekijōban!!?):[32][33] Estrenada el 9 de agosto de 2008
- Engine Sentai Go-onger vs. Gekiranger (炎神戦隊ゴーオンジャーVSゲキレンジャー Enjin Sentai Gōonjā tai Gekirenjā?):[34] Película crossover entre Go-Onger y su serie predecesora Jūken Sentai Gekiranger. Estrenada el 24 de enero de 2009.
- Engine Sentai Go-Onger: 10 Years Grand Prix (炎神戦隊ゴーオンジャー 10 YEARS GRANDPRIX Enjin Sentai Gōonjā Ten Iyāzu Guran Puri?):[35] Especial para video que actúa como epílogo de la serie. Estrenado el 26 de septiembre de 2018

## Reparto
- Sōsuke Esumi: Yasuhisa Furuhara
- Ren Kōsaka: Shinwa Kataoka
- Saki Rōyama: Rina Aizawa
- Hant Jō: Masahiro Usui
- Gunpei Ishihara: Kenji Ebisawa
- Hiroto Sutō: Hidenori Tokuyama
- Miu Sutō: Yumi Sugimoto
- Bomper: Akiko Nakagawa
- Engine Speedor: Daisuke Namikawa
- Engine Bus-on: Hisao Egawa
- Engine BearRV: Miki Inōe
- Engine Birca: Sōichirō Hoshi
- Engine Gunpherd: Kenji Hamada
- Engine Carrigator: Kyōsei Tsukui
- Engine Toripter: Shizuka Ishikawa
- Engine Jetras: Kiyotaka Furushima
- Engine Jum-bowhale: Tomomichi Nishimura
- Ministra de la Contaminación del Agua Kegalesia: Nao Oikawa
- Ministro de la Contaminación del Aire Kitaneidas: Mitsuaki Madono
- Ministro de la Contaminación de la Tierra Yogostein: Kiyoyuki Yanada
- Viceministro de la Contaminación de la Tierra Hiramechimedes: Kazuya Nakai

## Temas musicales
La canción de apertura fue la primera sintonía de la historia de Super Sentai que entró en el top-10 de la lista de ventas Oricon, llegando al 4 en la lista semanal al vender 22.000 copias, y debutó en el número 3 en la lista diaria de ventas el 19 de marzo de 2008, llegando al 2 como posición máxima el 20 de marzo. Permaneció en el top-20 de la lista semanal durante cuatro semanas, y quedó en el número 113 de la lista anual de Oricon. Además fue el número 1 en las peticiones de karaoke de canciones tokusatsu.

### Tema de apertura
- Engine Sentai Go-Onger (炎神戦隊ゴーオンジャー Enjin Sentai Gōonjā?)
  - Letra: Mike Sugiyama
  - Música: Takafumi Iwasaki
  - Arreglos: Project.R (Keinichiro Ōishi y Takafumi Iwasaki)
  - Intérprete: Project.R (Hideyuki Takahashi)[37]

### Temas de cierre
- Engine First Rap -Type Normal- (炎神ファーストラップ-Type Normal- Enjin Fāsuto Rappu -Taipu Nōmaru-?) (Episodios 1-21, 26, 47-49)[Notas 3]
  - Letra: Mike Sugiyama y Saburō Yatsude
  - Música y arreglos: Project.R (Kenichiro Ōishi)
  - Intérprete: Project.R (Takayoshi Tanimoto, Sister MAYO y Kenichiro Ōishi)[37]

- Engine Second Rap -TURBO CUSTOM- (炎神セカンドラップ-TURBO CUSTOM- Enjin Sekando Rappu -Tābo Kasutamu-?) (Episodios 22, 27-30, 32-25, 46)
  - Letra: Mike Sugiyama y Saburō Yatsude
  - Música y arreglos: Project.R (Kenichiro Ōishi)
  - Intérprete: Project.R (Hideaki Takatori, Mayumi Gojo, Takayoshi Tanimoto, Sister MAYO y Kenichiro Ōishi)[38][39]